# Gerard Meerman

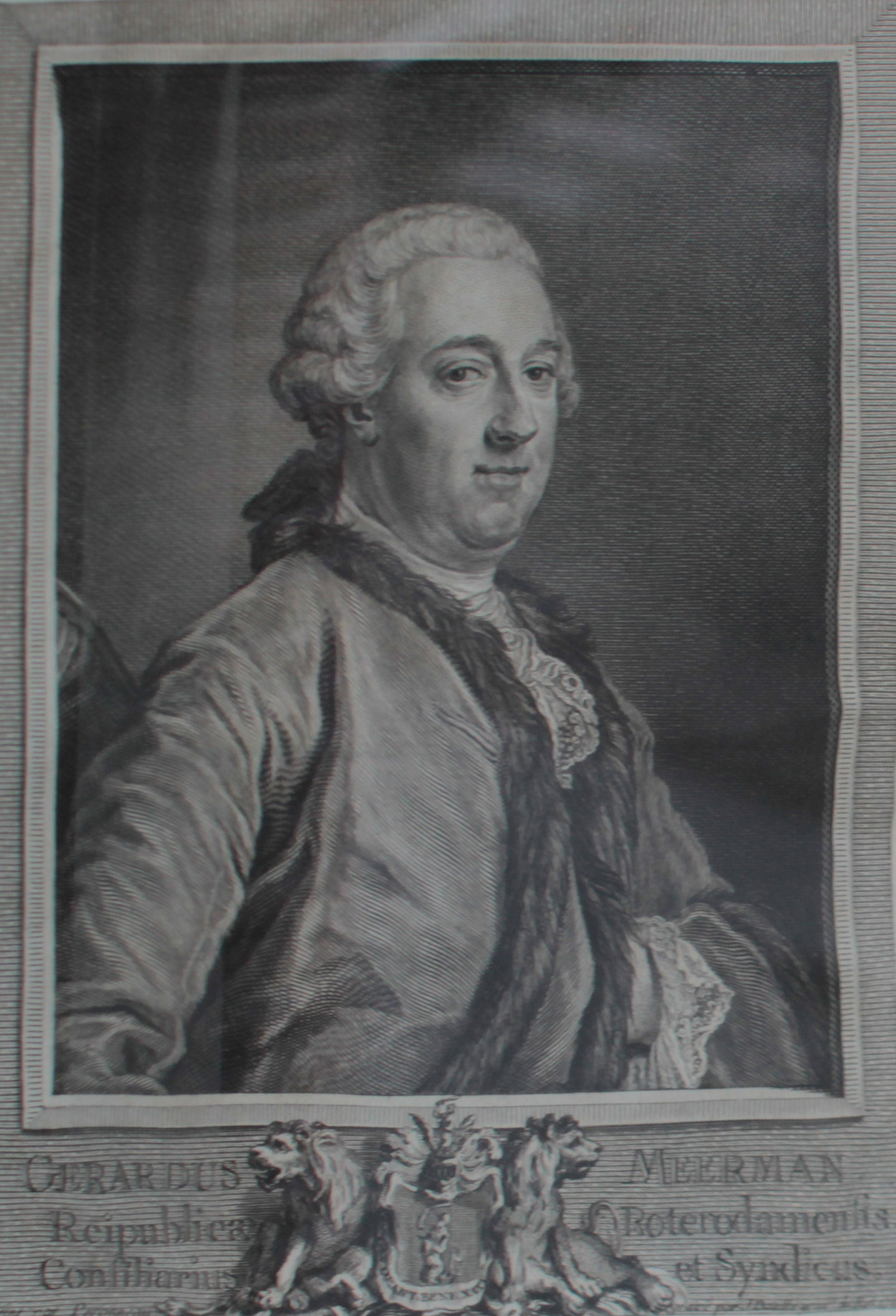
Gerard Meerman, Porträt von Jean-Baptiste Perroneau (1715–1783)

Gerard Meerman (auch Gerard Meermann, * 6. Dezember 1722 in Leiden; † 15. Dezember 1771 in Aachen) war ein niederländischer Gelehrter, Autor und Büchersammler.

## Leben
Gerard Meerman entstammte einer alten Familie, die ihren Namen im 16. Jahrhundert von De Vlieger in Meerman geändert hatte. Er war ein Sohn von Johan Meerman (1687–1746), Direktor (Bewindhebber) der Niederländischen Ostindien-Kompanie, und Catharina Adriana de la Court (1690–1752). Schon frühzeitig zeigte er herausragende Talente und studierte bis 1741 Rechtswissenschaft an der Universität Leiden. Seitdem beschäftigte er sich viel mit literarischen Arbeiten trotz zahlreicher Geschäfte, durch die er in Anspruch genommen wurde. Er unternahm von 1744 bis 1747 größere Reisen durch Europa, traf Gelehrte und Rechtsanwälte und besuchte Bibliotheken. Bei seiner Rückkehr wurde er 1748 zum Ratspensionär von Rotterdam ernannt. Diese Stelle bekleidete er bis 1753 mit einem Kollegen und bis 1766 allein, in welchem Jahr er aus gesundheitlichen Gründen seinen Abschied nahm. 1757 war er als Gesandter nach England geschickt worden, um einige Differenzen, die zwischen dieser Macht und Holland entstanden waren, zu schlichten. Der Kaiser Joseph II. hatte ihm daraufhin den Titel eines Freiherrn des Heiligen Deutschen Reichs erteilt. Seit 1766 war Meerman Rat der großen Handelskammer. Er war ein großer Bücherliebhaber und besaß eine der bedeutendsten Bibliotheken seiner Zeit. Unter anderem stellte er Untersuchungen über den Ursprung des Buchdrucks an. Im Jahr 1766 wurde er unter der Matrikel-Nr. 678 mit dem akademischen Beinamen Aemilius Papinianus I. zum Mitglied der Leopoldina gewählt.  Ende 1771 starb er im Alter von 49 Jahren in Aachen. Sein Sohn Johan Meerman (1753–1815) war ein gelehrter Schriftsteller und Staatsmann.

## Werke
- Diatriba antiquario-juridica inauguralis, exhibens nonnullas de rebus mancipi, et nec mancipi, earumque nuncupatione conjecturas, Leiden 1741
- Specimen calculi fluxionalis, Leiden 1742
- Specimen animadversionum criticarum in Gaii institutiones, 1743
- Novus thesaurus juris civiliis et canonici, 7 Bde., Den Haag 1751–53
- Conspectus originum typographicarum, proxime in lucem edendarum, Amsterdam 1761
- Origines typographicae, Den Haag 1765
- Gerardi Meerman et doctorum virorum ad eum epistolae atque observationes de chartae vulgaris seu lineae origine, Den Haag 1767